# Équipe cycliste AVC Aix Provence Dole
L'équipe cycliste AVC Aix Provence Dole (AVC Aix-en-Provence) est une équipe cycliste française, créée en 1925.
Le club fait partie depuis de nombreuses années de l'élite du cyclisme amateur français. Avec huit titres de champion de France sur route, deux titres mondiaux et un titre européen sur piste, l’Amical Vélo Club Aixois est historiquement l'un des clubs les plus importants du sud de la France. Il compte plus de 6 000 victoires accumulées en 85 années. 
Outre l'équipe DN1, l'AVC Aix-en-Provence est aussi un club organisateur, avec notamment l'organisation du Grand Prix du Pays d'Aix, "la Ronde d'Aix" ou encore la cyclosportive "la Provençale Sainte-Victoire".

## Histoire de l'équipe
Le club devient une équipe continentale en 2025.

## Principales victoires

### Courses d'un jour
- Oita Urban Classic : 2018 (Masahiro Ishigami)

### Courses par étapes
- Tour du Loir-et-Cher : 2007 (Alexandre Blain)
- Grand Prix Chantal Biya : 2009 (Thomas Rostollan)
- Tour des Pyrénées : 2010 (Florent Barle)
- Tour de la communauté de Madrid espoirs : 2011 (Bob Rodriguez)
- Tour de la Mirabelle : 2024 (Oscar Nilsson-Julien)
- Circuit de Saône-et-Loire : 2025 (Tristan Delacroix)

### Championnats nationaux
- Championnats de Biélorussie sur route : 1
  - Course en ligne : 2013 (Andrei Krasilnikau)
- Championnats de Bulgarie sur route : 1
  - Contre-la-montre : 2011 (Nikolay Mihaylov)

## AVC Aix-en-Provence en 2017[2]

### Effectif
| Cycliste | Date de naissance | Nationalité | Équipe 2016 |
| -------- | ----------------- | ----------- | ----------- |

### Victoires
Aucune victoire UCI.

## Professionnels ayant été licenciés à l'AVC Aix-en-Provence
De nombreux coureurs professionnels actuels et passés ont fait partie de l'équipe première de l'AVC Aix-en-Provence.
- Alexandre Blain
- Yoann Charpenteau
- Julien El Fares
- Nicolas Fritsch
- Benjamin Giraud
- Clément Koretzky
- Andrei Krasilnikau
- Kalle Kriit
- Christophe Laporte
- Antoine Lavieu
- Thomas Lebas
- Régis Lhuillier
- Anthony Maldonado
- Nikolay Mihaylov
- Quentin Pacher
- Kieran Page
- Aurélien Passeron
- Clément Penven
- Anthony Perez
- Samuel Plouhinec
- Nicolas Reynaud
- Martial Ricci-Poggi
- Thomas Rostollan
- Fabien Sanchez
- Olivier Trastour
- Émilien Viennet
- Thijs Zonneveld